# NGC 238
NGC 238 es una galaxia espiral barrada localizada en la constelación de Fénix.